# 森田まりこ
森田 まりこ （もりた まりこ、1981年2月11日 - ）は日本のお笑いタレント。兵庫県丹波篠山市（旧多紀郡西紀町）出身。身長151cm。吉本新喜劇の劇団員。夫は同じく吉本新喜劇劇団員の清水啓之。爆乳三姉妹のメンバー。

## 人物・来歴
- 趣味はモダンダンス、温泉めぐり、舞台鑑賞、ドラえもんグッズ集め。手料理もでき、これが清水との馴れ初めともなった[2]。
- 丹波篠山市立西紀小学校、丹波篠山市立西紀中学校、篠山鳳鳴高校の出身[1]。天理大学体育学部体育学科スポーツ学コース卒業。大学卒業後は、スイミングスクールコーチや中学校講師などをしていた[3]。
- 自分の可能性を試したいという思いから、2006年8月30日に、吉本新喜劇が行った『第2個目金の卵オーディション』を受け、ここで211名の応募の中から14名のうちの一人に選ばれ、新喜劇入りを果たした。オーディションでは、歌の物真似で踊ったり、ゴリラの芸をした。本人いわく、ゴリラの芸は小学生時代からしているという[4]。
- 2016年、地元兵庫県篠山市の「丹波篠山ふるさと大使」に就任[1]。
- 2021年4月5日、清水啓之と結婚したことをなんばグランド花月で発表した[5]。

## 持ちネタ
主にフジテレビ系『とんねるずのみなさんのおかげでした』内「博士と助手〜細かすぎて伝わらないモノマネ選手権〜」コーナーにおいて披露。
- 宝塚音楽学校の受験生の物まね
  - 「に・じゅう・ごばん、森田・まりこ。趣味は・星を眺めること〜」というセリフを、独特の言い回しで述べる。
  - ネタとしては「女役志望」／「男役志望」の2バージョンがあり、一般によく披露されているのは「女役志望」のバージョン。ちなみに、男役志望の場合は、受験生番号が26番となる。
  - 同じ新喜劇所属かつ本家宝塚歌劇出身の仙堂花歩との共演で「受験生のレッスン風景」というものもある。
  - 一連の宝塚ネタは山崎邦正から熱狂的な支持を受け、『ダウンタウンのガキの使いやあらへんで!!』における山崎企画「山崎歌劇団」と「第6回山-1グランプリ」に出演。後者ではスギちゃん、矢野・兵動 らを抑えて優勝している。
- 「リアルゴリラ」と称する、ゴリラのリアルな物まね
  - 股関節を酷使するらしく、慢性腰痛になってしまったことを関根勤に明かされている。
  - ゴリラの物まねから次第に直立歩行する人間に変わる「人類の進化」というネタもあり[6]、時折吉本新喜劇で披露している。
- みんなどうもありがとうが聞き取りにくくなるCHARA
- 売れたいグラビアアイドルの物まね
- 吉本新喜劇の松浦真也と「ヤンシー&マリコンヌ」としてリンボーダンスSHOW[7]
  - ギターのネックをバーにみたててリンボーダンスをするが、乳にタッチしてしまう。(アメトーーク!やオールザッツ漫才などで披露)
- 吉本新喜劇の服部ひで子、岡田直子と「爆乳三姉妹」
  - なお森田は次女の「もり乳」として活動中。

## 出演

### テレビ
現在の出演番組
- よしもと新喜劇（毎日放送） - 準レギュラー
- newsおかえり（ABCテレビ、2022年4月 - ）- 木曜コーナーレギュラー

過去の出演番組
- オトメキ（中国放送）- レギュラー
- Let's天才てれびくん（2014年4月7日 - 2017年3月30日、Eテレ）- リポーター
- バズ★ナイトナマー!（毎日放送）- レギュラー

### ラジオ
- かめばかむほど亀井希生です!（2017年10月7日 - 、MBSラジオ）アシスタント

### CM
- グーネット「伊原六花ダンス」篇（2018年8月 -）[8]
- ニッスイ　スルッとふたSABA缶詰「スルッとおいしい」編（2019年3月 -、松浦真也との共演）[7]